# 蔚山倭城

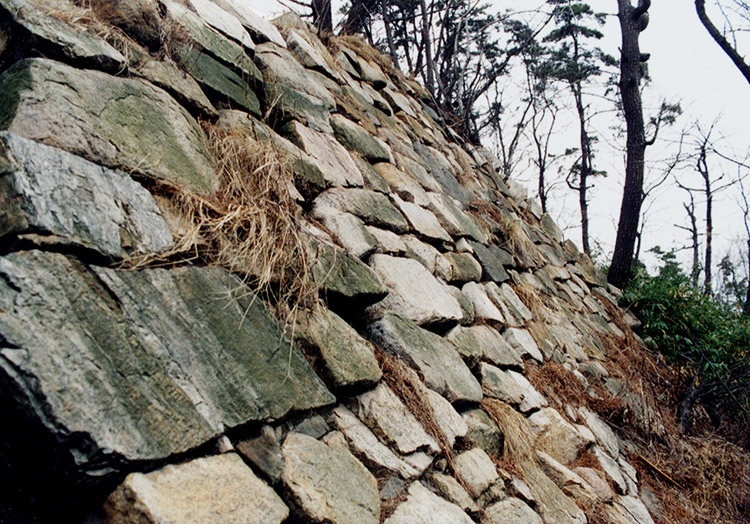
蔚山城石垣（蔚山広域市・鶴城公園）

蔚山倭城（ウルサンわじょう、いさんわじょう、朝: 울산왜성）は、現在の大韓民国蔚山広域市中区に慶長の役の際、日本人が築いた日本式の城（倭城）。別名は甑城（こしきじょう）、または島山城。

## 構造
50mほどの山に築かれた山城。頂上に本丸。北側に二の丸と三の丸が配され、更にその外側には惣構が配された。蔚山自体は小山ながら、その外郭の惣構はかなりの規模をもっていた。
『浅野家文書』に収められている「蔚山之御城出来仕目録」によると、本丸・二の丸・三の丸の石垣全長が776間2尺（約1.4km）、櫓が大小合わせて12、塀が351間2尺（約632m）、惣構塀が1430間（約2.6km）に及んだとある。

## 歴史
慶長2年（1597年）11月中旬から、西生浦倭城からさらに北の朝鮮方の影響下内に加藤清正が縄張りをして毛利秀元・浅野幸長らにより築城が開始される。昼夜問わずの突貫工事で、40日程度で完成目前となっていた。
同年12月22日、楊鎬率いる明と朝鮮の連合軍が6万近い軍勢で城を包囲した。守将の浅野幸長と救援に駆けつけた加藤清正らは、城が未完成で籠城準備が整わないままでの防衛戦を余儀なくされた。城内には食料が備蓄されておらず、危機的状況に陥ったが、籠城より10日後、毛利秀元、黒田長政らが援軍として到着し、明・朝鮮連合軍を大破した。慶長3年（1598年）9月にも攻撃を受け再び撃退したが、豊臣秀吉死去の影響もあり、同年11月に加藤清正らは蔚山倭城より撤退した。
城跡は1963年、「蔚山鶴城」の名で大韓民国の史跡第9号に指定されたが、1997年に他の倭城と共に指定解除され、代わって同年に蔚山広域市文化財資料第7号に指定された。現地は「鶴城公園」として整備され、石垣の一部が残されている。